# Калаче
Калаче је насеље у општини Рожаје у Црној Гори. Према попису из 2003. било је 975 становника (према попису из 1991. било је 1002 становника).

## Демографија
У насељу Калаче живи 663 пунолетна становника, а просечна старост становништва износи 29,9 година (29,6 код мушкараца и 30,3 код жена). У насељу има 194 домаћинства, а просечан број чланова по домаћинству је 5,03.
Ово насеље је углавном насељено Бошњацима (према попису из 2003. године).
|  |

| Демографија | Демографија | Демографија |
| Година      | Становника  | Становника  |
| ----------- | ----------- | ----------- |
|             |             |             |
|             |             |             |
|             |             |             |
|             |             |             |
| 1948.       | 512         |             |
| 1953.       | 618         |             |
| 1961.       | 737         |             |
| 1971.       | 685         |             |
| 1981.       | 902         |             |
| 1991.       | 1.002       | 982         |
| 2003.       | 1.212       | 975         |
|             |             |             |

| Етнички састав према попису из 2003.‍ | Етнички састав према попису из 2003.‍ | Етнички састав према попису из 2003.‍ | Етнички састав према попису из 2003.‍ | Етнички састав према попису из 2003.‍ |
| ------------------------------------ | ------------------------------------ | ------------------------------------ | ------------------------------------ | ------------------------------------ |
|                                      |                                      |                                      |                                      |                                      |
| Бошњаци                              | Бошњаци                              |                                      | 848                                  | 86,97%                               |
| Муслимани                            | Муслимани                            |                                      | 122                                  | 12,51%                               |
| Црногорци                            | Црногорци                            |                                      | 1                                    | 0,10%                                |
| непознато                            | непознато                            |                                      | 4                                    | 0,41%                                |

| Година пописа     | 1948. | 1953. | 1961. | 1971. | 1981. | 1991. | 2003. |
| ----------------- | ----- | ----- | ----- | ----- | ----- | ----- | ----- |
| Број домаћинстава | 75    | 81    | 105   | 103   | 146   | 177   | 221   |

| Број чланова      | 1   | 2 | 3  | 4  | 5  | 6  | 7  | 8  | 9 | 10 и више | Просек |
| ----------------- | --- | - | -- | -- | -- | -- | -- | -- | - | --------- | ------ |
| Број домаћинстава | 194 | 6 | 18 | 21 | 37 | 38 | 36 | 14 | 9 | 9         | 6      |

| Пол    | Укупно | Неожењен/Неудата | Ожењен/Удата | Удовац/Удовица | Разведен/Разведена | Непознато |
| ------ | ------ | ---------------- | ------------ | -------------- | ------------------ | --------- |
| Мушки  | 382    | 158              | 212          | 6              | 3                  | 3         |
| Женски | 341    | 101              | 214          | 21             | 3                  | 2         |
| УКУПНО | 723    | 259              | 426          | 27             | 6                  | 5         |

| Пол    | Укупно                    | Пољопривреда, лов и шумарство | Рибарство                            | Вађење руде и камена | Прерађивачка индустрија       |
| ------ | ------------------------- | ----------------------------- | ------------------------------------ | -------------------- | ----------------------------- |
| Мушки  | 136                       | 39                            | 0                                    | 0                    | 20                            |
| Женски | 45                        | 27                            | 0                                    | 0                    | 3                             |
| УКУПНО | 181                       | 66                            | 0                                    | 0                    | 23                            |
| Пол    | Производња и снабдевање   | Грађевинарство                | Трговина                             | Хотели и ресторани   | Саобраћај, складиштење и везе |
| Мушки  | 1                         | 3                             | 8                                    | 9                    | 16                            |
| Женски | 0                         | 1                             | 5                                    | 0                    | 0                             |
| УКУПНО | 1                         | 4                             | 13                                   | 9                    | 16                            |
| Пол    | Финансијско посредовање   | Некретнине                    | Државна управа и одбрана             | Образовање           | Здравствени и социјални рад   |
| Мушки  | 0                         | 0                             | 15                                   | 4                    | 0                             |
| Женски | 0                         | 0                             | 2                                    | 3                    | 2                             |
| УКУПНО | 0                         | 0                             | 17                                   | 7                    | 2                             |
| Пол    | Остале услужне активности | Приватна домаћинства          | Екстериторијалне организације и тела | Непознато            | Непознато                     |
| Мушки  | 0                         | 0                             | 0                                    | 21                   | 21                            |
| Женски | 0                         | 0                             | 0                                    | 2                    | 2                             |
| УКУПНО | 0                         | 0                             | 0                                    | 23                   | 23                            |